# آتسوکو تاناکا (انیماتور)
آتسوکو تاناکا (انگلیسی: Atsuko Tanaka؛ زادهٔ) پویانما اهل ژاپن است.